# Георге, Стефан
Стефан Георге, также Штефан Георге (нем. Stefan George, при рождении — Стефан Антон Георге, 12 июля 1868 Бюдесхейм, теперь часть города Бинген-на-Рейне — 4 декабря 1933, Минусио близ Локарно) — немецкий поэт и переводчик.

## Биография
Учился в Дармштадте, а затем в Париже, Мюнхене и Берлине. Много путешествовал по Европе.
Придерживался концепции «искусства ради искусства» (l’art pour l’art) и точки зрения, что важен «не смысл, а форма». Основал и редактировал литературный журнал «Листки искусства» (Blätter für die Kunst). Переводил на немецкий язык Данте, Бодлера, сонеты Шекспира, современных французских, английских и итальянских поэтов. Создал знаменитый «кружок Георге» («George-Kreis»), распавшийся со смертью Георге в 1933 году. В этот кружок, который недоброжелатели окрестили «клубом экстравагантных одиночек», входили многие знаменитые люди, например предприниматель и поэт Роберт Бёрингер, Леопольд Андриан, Карл Вольфскель, Фридрих Гундольф, Эрнст Канторович, Людвиг Клагес, братья Клаус, Александер и Бертольд фон Штауффенберг, Альфред Шулер и др.
Георге придерживался идей течения «консервативной революции». Был гомосексуален, но призывал своих последователей придерживаться целибата, как и он сам. Важным событием в его жизни была встреча с Максимилианом «Максимином» Кронбергером (15.4.1888 — 16.4.1904) в 1902 или 1903 году. Георге возвёл Максимина в ранг божества, называл своим идеалом, писал о нём, что увидел того, «кого всю жизнь ищу я». Кронбергер умер от менингита через день после своего шестнадцатилетия. Ханна Вольфскель вспоминает: «Когда Максимин умер, я не верила, что Георге это переживёт…». Срединная часть цикла «Седьмое кольцо» посвящена ему. Р. Бёрингер писал, что «встреча с Максимином — середина и полнота жизни Георге. Как Данте Беатриче… так Георге обессмертил Максимина».
Творчество Георге является важным мостом, соединяющим XIX век с немецким модернизмом. Он экспериментировал с метрикой, пунктуацией, формой. Наряду с многоточием ввел двоеточие («..»), ставил точку не только внизу, но и посередине строки, превращая её в соединительный знак; немецкие существительные писал с маленькой буквы, заглавные буквы использовал на своё усмотрение.
В последней поэтической книге «Das Neue Reich» («Новое царство») описал новый общественный строй во главе с духовной аристократией («geistig-seelische Aristokratie»). Национал-социалисты попытались, опираясь на эту работу, привлечь Георге на свою сторону; однако Георге мыслил исключительно о духовном перерождении общества и был противником тоталитаризма. После прихода национал-социалистов к власти в 1933 году Георге отклонил предложенную министром пропаганды Геббельсом должность президента новой немецкой Поэтической Академии. Он также не участвовал в торжественном праздновании и факельном шествии, организованных НСДАП в честь его 65-летия.
Тяжело больной, он уехал в Швейцарию, которую и так редко покидал с 1931 года, и через несколько месяцев, 4 декабря 1933 года, умер в клинике Св. Агнесы. До сих пор не ясно, была его поездка в Швейцарию поиском политического убежища или просто запланированной недолгосрочной поездкой. Он был похоронен на кладбище Минусио. В его похоронах принимали участие братья Бертольд и Клаус фон Штауффенберг.
Георге принадлежит к числу крупнейших немецкоязычных поэтов наряду с Г. Гофмансталем, Г. Бенном и Р. М. Рильке. Он был вождём немецких символистов. Учился у французских символистов, оказал большое влияние на русских символистов, таких как Валерий Брюсов и Вячеслав Иванов. На русский язык его переводили В. Брюсов, Вяч. Иванов, Эллис, С. Радлов, Г. Петников, А. Биск, Арк. Штейнберг, А. Карельский, Вяч. Куприянов, В. Летучий и др. Его стихи положены на музыку многими композиторами, такими, как А. фон Цемлинский, Арнольд Шёнберг, Альбан Берг, Антон Веберн, Вольфганг Рим и др. ().
Памяти Стефана Георге посвящён сборник стихотворений Una rosa para Stefan George аргентинского поэта Рикардо Молинари (1898—1996).

## Сборники
- Гимны (Hymnen, 1890),
- Паломничества (Pilgerfahrten, 1891)
- Альгабал (Algabal, 1892)
- Книги пастушьих и хвалебных стихотворений (Die Bücher der Hirten und Preisgedichte, 1895)
- Год души (Das Jahr der Seele, 1897)
- Ковёр жизни, или Песня о сне и смерти (Der Teppich des Lebens, 1899).
- Седьмое кольцо (Der Siebente Ring, 1907),
- Звезда союза (Der Stern des Bundes, 1914)
- Новое Царство (Das Neue Reich, 1928)

## Цитаты
- КОВЕР

Здесь звери в зарослях с людьми сплелися
В союзе чуждом, спутаны шелками,
И синих лун серпы, мерцая в выси,
Застыли в пляске с белыми звездами.
Здесь пышные средь голых лилий пятна,
Одно с другим так дико-несогласно.
И никому разгадка непонятна…
Вдруг вечером все оживет безгласно.
И мертвые, шурша, трепещут ветки,
И люди, звери, затканы узором, -
Все из причудливой выходят сетки
С разгадкой ясной и доступной взорам.
Она не в каждый час, желанный нами,
Не ремеслом в наследие от предка -
И многим никогда — и не речами, -
А в образах дается редким редко.
(Перевод Сергея Радлова, 1911)

## Издания на русском языке
- Седьмое кольцо: Избранные книги / Пер. с нем. В. Летучего. — М.: Водолей, 2009. — 450 с. ISBN 978-5-91763-001-4
- Альгабал / Пер. Нестора Пилявского. М.: Ад Маргинем Пресс, 2014